# Poldi sous les armes
Pour plus de détails, voir Fiche technique et Distribution.
Poldi sous les armes (titre original : Manöverzwilling) est un film autrichien réalisé par Hans Quest sorti en 1956.
Il s'agit de l'adaptation de la nouvelle Manöverzwilling de Johann Nestroy.

## Synopsis
Franz Stadler est un soldat exemplaire et est pratiquement fiancé à Bertha, la fille du Feldwebel Krummbein. Une manœuvre militaire est annoncée et le 69e régiment d'infanterie de Franz se veut cette fois particulièrement discipliné, puisqu'il a déjà perdu 14 manœuvres contre le régiment ennemi. Le supérieur de Franz possède les plans de manœuvres, l'ennemi les recevra de l'ingénieur Thomas. Il se rend à Juliendorf, où il doit emménager dans ses quartiers. Dans le train, il rencontre la jeune Liesl, qu'il protège de deux messieurs insistants, dont l'un l'embrasse alors qu'ils sont dans le tunnel. Liesl pense que Thomas l'a embrassée, le gifle et se fâche avec lui. Par coïncidence, ils séjournent tous les deux dans le même hôtel à Juliendorf et sont hébergés dans la même chambre par le simple d'esprit Poldi sans que Liesl ne s'en aperçoive. Thomas, à son tour, se couche secrètement dans le lit double, d'où Liesl le chasse la nuit. Cependant, en s'enfuyant, Thomas accidentellement prend la valise de Liesl et abandonne les plans de manœuvre. Liesl apporte sa valise à la caserne le lendemain et repart avec un rendez-vous dans un café.
Pendant ce temps, Franz Stadler, soutenu par son futur beau-fils, quitte secrètement le régiment pour rejoindre son père à Juliendorf, avec qui il doit organiser une vente pour son père. En même temps, il veut parler de son mariage avec Bertha et obtenir son consentement. D'ici très peu de temps, il doit être de retour au régiment, qui est en fait soumis à un couvre-feu en raison des manœuvres à venir. Cependant, sur le chemin, Franz renverse un taureau reproducteur et est emprisonné. À Juliendorf, son absence est remarquée et les soldats sont obligés d'envoyer au régiment le frère jumeau de Franz, le stupide Poldi. En raison de sa simplicité, il est effronté, ne reconnaît ni Krummbein ni Bertha et demande immédiatement au médecin régimentaire, le Dr Svoboda, un congé de maladie. Il est surpris que Franz ait autant changé, mais pense avoir découvert une nouvelle maladie. Il retire également à Poldi la molaire qui avait causé des douleurs à Franz. Pour pouvoir étudier la maladie, Poldi doit finalement participer à la manœuvre. Lorsque le régiment part, Franz est autorisé à sortir de prison. Il intervient dans la manœuvre sans être reconnu. Bien que son régiment croit au bout de très peu de temps qu'il doit admettre sa 15e défaite, Franz, avec l'aide involontaire de Poldi, parvient à voler la trompette du régiment ennemi et avec elle le trophée qui signifie la défaite des autres. Franz est désormais considéré comme un héros et le Dr Swoboda, qui avait récemment injecté à Poldi un remède à sa stupidité, est convaincu de son médicament, d'autant plus que la molaire de Franz, déjà extraite, semble également avoir repoussé.
Les choses se terminent bien pour les couples : Thomas et Liesl se mettent en couple, Franz se fiance avec Bertha et Poldi et la simple cuisinière Rosel deviennent également amants.

## Fiche technique
- Titre : Poldi sous les armes
- Titre original : Manöverzwilling ou (Wenn Poldi ins Manöver zieht
- Réalisation : Hans Quest
- Scénario : Gunther Philipp
- Musique : Hans Lang
- Direction artistique : Fritz Jüptner-Jonstorff, Alexander Sawczynski
- Photographie : Sepp Ketterer (de)
- Montage : Herma Sandtner
- Producteur : Herbert Gruber
- Société de production : Sascha-Film
- Société de distribution : Constantin Film
- Pays d'origine :  Autriche
- Langue : allemand
- Format : Couleurs - 1,37:1 - Mono - 35 mm
- Genre : Comédie
- Durée : 88 minutes
- Dates de sortie :
  - Allemagne : 7 décembre 1956.
  - France : 24 avril 1957[1].

## Distribution
- Gunther Philipp : Franz Stadler/Poldi
- Doris Kirchner : Liesl
- Rudolf Carl : le Feldwebel Krummbein
- Joachim Fuchsberger: Thomas
- Richard Romanowsky : le docteur Swoboda
- Hans Olden (de) : l'Oberst
- Paul Löwinger : le père Stadler
- Louise Martini : Bertha
- Helli Servi : Rosel
- Ernst Waldbrunn : le Wachtmeister
- Jörg von Liebenfelß (de) : un camarade de Stadler
- Peter Brand (de)